# Acrepidopterum acutum
Acrepidopterum acutum är en skalbaggsart som beskrevs av Fernando de Zayas 1975. Acrepidopterum acutum ingår i släktet Acrepidopterum och familjen långhorningar.
Artens utbredningsområde är Kuba. Inga underarter finns listade i Catalogue of Life.